# Eudicella aurata
Eudicella aurata es una especie de escarabajo coprófago del género Eudicella, subfamilia, Scarabaeinae, orden Coleoptera. Fue descrita por Westwood en 1841.

## Distribución
Especie originaria de la región afrotropical. Se distribuye por Benín, Camerún, Costa de Marfil, República Democrática del Congo, República de Guinea y República del Congo.

## Sinonimia
- Ceratorrhina gemina Lewis, 1879.[1]
- Goliathus (Eudicellus) auratus Westwood, 1841.[1]